# Стефан Цанев
 Тази статия е за писателя.  За военния деец вижте Стефан Цанев (офицер).  
Стефан Неделчев Цанев е български драматург, поет и писател.

## Биография
Роден е в село Червена вода, Русенско, на 7 август 1936 г. В Русе завършва Второ средно училище „Баба Тонка“ през 1954 г. През 1959 г. завършва журналистика в Софийския университет. През 1960 – 1965 г. учи драматургия в Московския киноинститут. Кореспондент на вестник „Народна младеж“ в Родопите и в Перник (1959 – 1960). Работил е като редактор в Студия за игрални филми (1965 – 1967), драматург в Държавен сатиричен театър (1967 – 1970), в Театър 199 и Театъра на окръзите (1970 – 1973), в Театър „София“ (1973 – 1984; 1991), в Драматичен театър в Пловдив (1984 – 1991), Театъра на армията (1992 – 1996), Театър „София“ (1996 – 2008). Автор е на стихове, на 30 драми, на публицистика и есета, на романа „Мравки и богове“, на 4-томната историческа сага „Български хроники“, както и на стихове и пиеси за деца.
Негови стихове са превеждани на всички европейски езици, на китайски, монголски, арабски и иврит, а пиесите му (най-вече „Последната нощ на Сократ“, „Другата смърт на Жанна д`Арк“) са играни в повече от 200 театъра в България и по света: в Париж, Гренобъл, Бордо, Атина, Монреал, Петербург, Лайпциг, Висбаден, Варшава, Краков, Прага, Гьотеборг (Швеция), Будапеща, Киев, Москва, Питсбърг (САЩ), Вилнюс, Братислава, Никозия, Букурещ, Гюргево, Хага, Анкара, Измир, Истанбул и др.
Негова съпруга е актрисата Доротея Тончева. Има три дъщери: Евгения, Анна и Яна. 

## Творчество

### Стихосбирки
- „Часове“, 1960
- „Композиции“, 1963
- „Хроники“, 1965
- „Перигеи или най-голямото приближаване до Земята“, 1967
- „Аз питам!“, 1976
- „Анини приказки“, 1976
- „Реквием“, 1980
- „Небесни премеждия“, 1986
- „Сезонът на илюзиите“, 1988
- „Спасете нашите души!“, 1992
- „Стъпки по облаците. Парапети“, 1997
- „Сълзата на Бога“, 2003
- „Птици“, 2005
- „Спасете нашите души!“, 2009
- „Душата ми плаче за сняг“, 2017
- „Небесна гледна точка“, 2023

### Пиеси
- „Истинският Ивайло“, 1962
- „Табу“ – театрални миниатюри (в съавторство с Константин Павлов), 1965
- „Бунтът на статуите“, 1967
- „Весела България“, 1968
- „Процесът против богомилите“, 1969
- „Девет заседания за спасяването на България“ (в съавторство с Георги Марков), 1969
- „Разпята събота (Събота 23)“, 1971
- „Носете си новите дрехи, момчета!“, 1974
- „Джуджето и 7-те снежанки“, 1975
- „Единайсетият час“, 1977
- „Рицарят на печалния образ“, 1978
- „Любовни булеварди“, 1982
- „Животът – това са две жени“, 1983
- „В неделя Господ си почива“, 1984
- „Най-чудното чудо“, 1985
- „Последната нощ на Сократ“, 1986
- „Тайната вечеря на Дякона Левски“, 1987
- „Страшният съд“, 1988
- „Другата смърт на Жанна д`Арк“, 1990
- „Параноя“, 1991
- „Величието и падението на Стефан Стамболов“, 1993
- „Тайното евангелие на Иоан“, 1995
- „Пир по време на демокрация“, 1996
- „Адът – това съм аз“, 1997
- „Конят на Александър Велики“, 2003
- „Всички луди ме обичат“, 2004
- „Певецът на северните морета“, 2005
- „Деца на света“, 2011
- „Духът на поета“, 2011
- „Заговорът на Калигула“, 2014
- „Плач на ангел“, 2015[12]
- „Цигуларката на Бога“, 2016
- „Убийството на Богородица“, 2020

### Преводи
- Владимир Маяковски, Тринайсетият апостол. София: Захарий Стоянов, 2002, 96 с. (ISBN 954-739-290-5)

### Други
- „Убийците са между нас“ – есета, 1996
- „Внимавайте с вятърните мелници“ – есета, 1999
- „Измислици за деца“ (Анини приказки, Янини притчи, Джуджето и 7-те снежанки, Рицарят на печалния образ, Най-чудното чудо, Духът на баща ми) – в три тома, 1999
- „Мравки и богове“ – роман, 2000
- „Пир по време на демокрация“ – трагедии & комедии, 2003
- „Сънят на сенките. Книга за мъртвите“ – есета, 2003
- „Дяволите в ада ще ми ръкопляскат. Публичен дневник (1978 – 2002)“, 2003
- „Ars poetica. За поетическото изкуство“, – синтез между учебник по стихосложение и антология на творческия опит, 2005
- „Български хроники“ – том I (2137 г. пр. Хр – 1453 г. сл. Хр.), 2006. Книгата е белетристично произведение.[13]
- „Да убиеш вярата“ – есета, 2007
- „Български хроники“ – том II (1453 г. – 1878 г.), 2007
- „Български хроники“ – том III (1878 г. – 1943 г.), 2008
- „Български хроники“ – том IV (1943 г. – 2007 г.), 2009
- Съчинения в 12 тома – 2013 – 2014

## Отличия
Носител е на:
- Наградата за поезия „Пеньо Пенев“ (1988)
- Националната награда за детска литература „Петко Р. Славейков“ (1992)
- Националната награда за литература „Иван Вазов“ – за цялостен принос към литературата (2004)
- Националната награда „Христо Г. Данов“ – за „Български хроники“ и за цялостен принос към българската книжнина (2011)
- Наградата „Орфеев венец“ – за високи постижения в съвременната поезия (2012)
- Наградата „Икар“ – за изключителен принос към българския театър (2019)
- Наградата „Аскеер“ – за цялостен принос към театъра (2021)

Удостоен е с орден „Стара планина“ I степен – за цялостен принос към българската култура (2006).
Почетен гражданин на Балчик от 24 май 2011 г.